# X: Beyond the Frontier
X: Beyond the Frontier est un jeu vidéo de combat spatial et de simulation développé par Egosoft et édité par THQ, sorti en 1999 sur Windows.

## Accueil
- AllGame : 2/5[1]
- Computer Gaming World : 3,5/5[2]
- Eurogamer : 3/10[3]
- Game Informer : 6,5/10[4]
- GamePro : 2,5/5[5]
- Game Revolution : D[6]
- GameSpot : 8,1/10[7]
- GameSpy : 68 %[8]
- GameZone : 6,5/10[9]
- IGN : 7,7/10[10]
- PC Gamer US : 70 %[11]

## X-Tension
X-Tension est, comme son nom l'indique, l'extension du jeu. Elle est sortie en 2000 et a reçu la note de 8/10 de la part d'Eurogamer et de 83 % de la part de PC Zone.